# Nunziatura apostolica a Colonia
La nunziatura apostolica a Colonia è stata una rappresentanza diplomatica permanente della Santa Sede in Germania. La sede era a Colonia. La nunziatura era retta da un diplomatico, detto "nunzio apostolico a Colonia" o più spesso "nunzio apostolico in Germania", che aveva il rango di ambasciatore.

## Storia
È discussa l'origine della nunziatura a Colonia: per alcuni essa ha origine con Gropper nel 1573, per altri con il Bonomi nel 1584. In ogni caso essa è opera di papa Gregorio XIII con il concorso e l'interessamento dell'Imperatore Rodolfo II d'Asburgo. Nei decenni precedenti infatti, il Concilio di Trento aveva messo a punto l'idea di fondare una nunziatura apostolica in Germania per contrastare l'operato della religione protestante. La scelta ricadde sulla città di Colonia sia perché forte sede cattolica posizionata in un territorio di accese contestazioni religiose, sia perché essa era sede di un principato vescovile molto importante per l'epoca. Già dal Cinquecento ad ogni modo a Colonia esisteva un delegato apostolico facente funzione di nunzio.
Il ruolo politico del nunzio apostolico a Colonia fu essenziale per la partecipazione ad alcuni momenti anche di vita politica del Sacro Romano Impero come le convocazioni del Reichstag (1594 e 1622) e l'elezione imperiale a Francoforte (1612 e 1658) oltre ai congressi di pace di Münster  (1644-1648) che pose fine alla guerra dei Trent'anni, Aquisgrana (1668), Colonia (1673-1674) e Utrecht (1713). Il bacino d'influsso della nunziatura apostolica a Colonia includeva tra le diocesi di Würzburg, Osnabrück, Paderborn, Hildesheim, Liegi e Aquisgrana, oltre ad avere giurisdizione per conto della santa sede nelle arcidiocesi di Magonza, Treviri e Colonia.
La nunziatura apostolica a Colonia cessò di esistere nel 1795 quando la città venne occupata dalle truppe francesi. Dopo il Congresso di Vienna la nunziatura non venne ricreata e venne mantenuta solo la nunziatura apostolica in Baviera.

## Lista dei nunzi apostolici

### Delegati apostolici a Colonia (1500 - 1584)
- Hieronymus Aleander † (1520)
- Kaspar Gropper † (11 giugno 1573 - febbraio 1576)[2]
- Bartolomeo Portia † (dicembre 1576 - febbraio 1578)
- Giovanni Battista Castagna † (1578 - 1579)
- Minutio Minucci † (1583)

### Nunzi apostolici a Colonia (1584 - 1794)
- Feliciano Ninguarda † (30 giugno 1584 - 1584 dimesso)[3]
- Giovanni Francesco Bonomi † (20 ottobre 1584 - 25 febbraio 1587 deceduto)
- Ottavio Mirto Frangipani † (13 giugno 1587 - 20 aprile 1596)[4]
- Coriolano Garzadoro † (20 aprile 1596 - 1º settembre 1606)
- Attilio Amalteo † (1º settembre 1606 - 26 aprile 1610)
- Antonio Albergati † (26 aprile 1610 - 1621)
- Pietro Francesco Montorio † (4 agosto 1621 - 1624)
- Pier Luigi Carafa † (15 giugno 1624 - 1634)
- Martino Alfieri † (20 settembre 1634 - 1639)
- Fabio Chigi † (13 giugno 1639 - 1651)
- Giuseppe Maria Sanfelice † (1652 - 1659)
- Marco Galli † (9 ottobre 1659 - 1666 dimesso)
- Agostino Franciotti † (12 luglio 1666 - 10 luglio 1670 dimesso)
- Francesco Buonvisi † (16 luglio 1670 - 3 novembre 1672 nominato nunzio apostolico straordinario in Polonia)
- Opizio Pallavicini † (29 novembre 1672 - 1676)
- Fabio Guinigi † (30 giugno 1676 - 1680)
- Ercole Visconti † (28 settembre 1680 - luglio 1687 dimesso)
- Sebastiano Antonio Tanara † (30 aprile 1687 - 26 maggio 1690 nominato nunzio apostolico in Portogallo)
- Gianantonio Davia † (8 agosto 1690 - 13 febbraio 1696 nominato nunzio apostolico in Polonia)
- Fabrizio Paolucci † (24 febbraio 1696 - 1698 dimesso)
- Orazio Filippo Spada † (31 ottobre 1698 - 28 gennaio 1702 nominato nunzio straordinario presso l'Imperatore)
  - Bernardino Guinigi † (giugno 1702 - dicembre 1702 dimesso) (internunzio)
- Giulio Piazza † (23 dicembre 1702 - 15 luglio 1706 nominato nunzio apostolico in Polonia)
- Giovanni Battista Bussi, senior † (6 luglio 1706 - 1712)
- Girolamo Archinto † (1º dicembre 1712 - 21 novembre 1720 nominato nunzio apostolico in Polonia)
- Vincenzo Santini † (4 giugno 1721 - 19 novembre 1721 nominato nunzio apostolico in Polonia)
- Gaetano de' Cavalieri † (4 maggio 1722 - 27 marzo 1732 nominato nunzio apostolico in Portogallo)
- Giacomo Oddi † (28 giugno 1732 - 7 febbraio 1735 nominato nunzio apostolico a Venezia)
- Fabrizio Serbelloni † (5 febbraio 1735 - 8 agosto 1738 nominato nunzio apostolico in Polonia)
- Ignazio Michele Crivelli † (5 ottobre 1739 - 26 marzo 1744 nominato nunzio apostolico in Belgio)
- Girolamo Spinola † (23 aprile 1744 - 22 gennaio 1754 nominato nunzio apostolico in Svizzera)
- Niccolò Oddi † (12 febbraio 1754 - 4 dicembre 1759 nominato nunzio apostolico in Svizzera)
- Cesare Alberico Lucini † (21 febbraio 1760 - 18 dicembre 1766 nominato nunzio apostolico in Spagna)
- Giovanni Battista Caprara † (18 dicembre 1766 - 6 settembre 1775 nominato nunzio apostolico in Svizzera)
- Carlo Antonio Giuseppe Bellisomi † (20 settembre 1775 - 7 maggio 1785 nominato nunzio apostolico in Portogallo)
- Bartolomeo Pacca † (24 aprile 1786 - 21 marzo 1794 nominato nunzio apostolico in Portogallo)
- Annibale della Genga † (14 marzo 1794 - 1795 trasferito alla nunziatura apostolica in Baviera)